# NGC 3151
NGC 3151 (również PGC 29796) – galaktyka soczewkowata (S0), znajdująca się w gwiazdozbiorze Małego Lwa. Odkrył ją Guillaume Bigourdan 1 lutego 1886 roku.